# Hassan Mohammed Nur Shatigadud

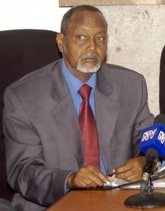
Hassan Mohammed Nur Shatigadud

Hassan Mohammed Nur Shatigadud (* 17. Juni 1946 in Baidoa; † 25. März 2013 in Bonn) war ein Kriegsherr im somalischen Bürgerkrieg. Er gehörte dem Clan der Rahanweyn an und führte dessen bewaffnete Organisation Rahanweyn-Widerstandsarmee (RRA). Sein Beiname Shatigadud bedeutet „rotes Shirt“.
Unter Siad Barre war Hassan Mohammed Nur Shatigadud Oberst in der berüchtigten Geheimpolizei. Im Bürgerkrieg wurde er Vorsitzender der 1995 gegründeten RRA. 2001 schloss sich die RRA dem Bündnis Somalische Demokratische Erlösungsfront (SRRC) gegen die neue Übergangsregierung Somalias an, dessen Vorsitz abwechselnd Shatigadud, Hussein Mohammed Farah und drei Weitere innehatten. 2002 rief die RRA die Unabhängigkeit Südwestsomalias mit Shatigadud als Präsidenten aus. Innerhalb der RRA kam es zu Konflikten zwischen Shatigadud und seinen Vertretern Aden Mohammed Nuur Madobe und Mohammed Ibrahim Habsade, welche forderten, dass Shatigadud entweder auf die Präsidentschaft oder auf den Vorsitz der RRA verzichtet. 2003 schloss sich die SRRC und mit ihm die RRA der Übergangsregierung an. Seit 2004 war Shatigadud Mitglied im Übergangsparlament und seit 2005 Finanzminister. Er starb Ende März 2013 in einem Bonner Krankenhaus im Alter von 67 Jahren und wurde nach der Überführung in seinem Heimatort bestattet.